# Allegheny (línea Market–Frankford)
Allegheny  es una estación de ferrocarril en la línea Market–Frankford del Metro de Filadelfia. La estación se encuentra localizada en 3200 Kensington Avenue en Filadelfia, Pensilvania. La estación Allegheny fue inaugurada el 16 de mayo de 1977. La Autoridad de Transporte del Sureste de Pensilvania (por sus siglas en inglés SEPTA) es la encargada por el mantenimiento y administración de la estación.

## Descripción y servicios
La estación Allegheny cuenta con 2 plataformas laterales y 2 vías.  La estación cuenta con el servicio de trenes locales, es decir que operan todos los días entre 8:30 a. m. y 3:45 p. m., todas las noches, fines de semana y días festivos.

## Conexiones
La estación es abastecida por las siguientes conexiones: 
- Rutas de autobuses SEPTA: 3, 60 y 89